# Đình Lập (xã)
Đình Lập là một xã thuộc tỉnh Lạng Sơn, Việt Nam.
Xã Đình Lập có diện tích 132,24 km², dân số năm 1999 là 3.748 người, mật độ dân số đạt 28 người/km².
Theo thống kê năm 2019, xã Đình Lập có diện tích 132,24 km², dân số là 3.963 người, mật độ dân số đạt 30 người/km².